# Битва при Хресили (1757)
Битва при Хресили (груз.: ხრესილის ბრძოლა; тур.: Хресили Мухаребеси) — сражение между армиями Имеретинского царства и Османской империи, произошедшее в 1757 году близ селения Хресили.

## Предыстория

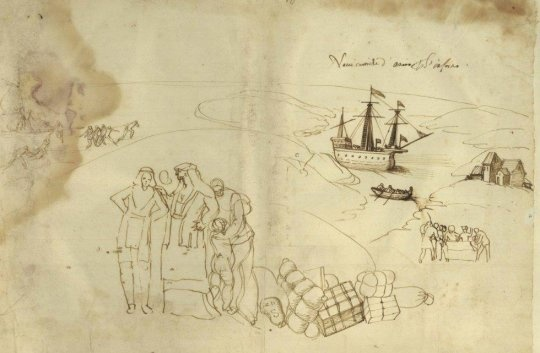
Рисунок Кристофоро де Кастелли. Рынок рабов в западной Грузии, 17-й век

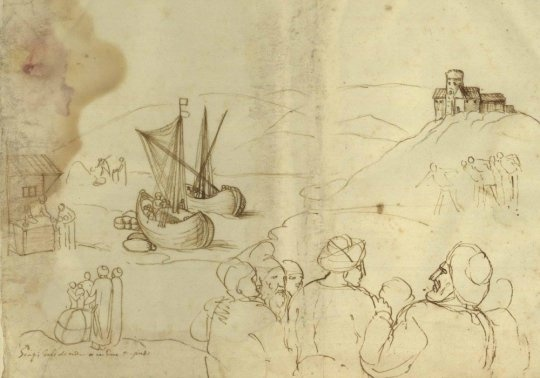
Рисунок Кристофоро де Кастелли. Рынок рабов в западной Грузии, 17-й век

В 17 веке западная Грузия являлась вассалом Османской империи. Османские гарнизоны стояли в крепостях Цуцквати, Поти и Шорапани.

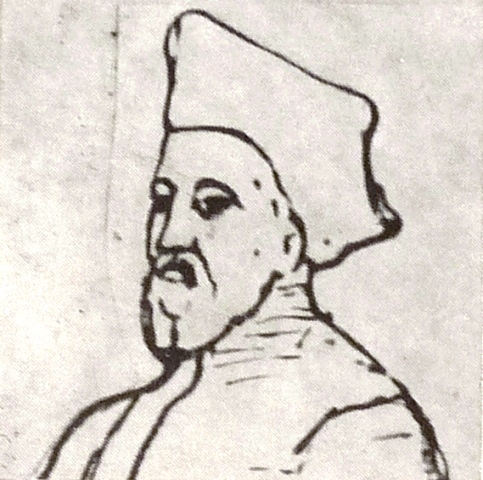
Дон Кристофоро де Кастелли - очевидец событий в западной Грузии

Ежегодно в Османскую империю местными князьями продавалось 12 000 рабов только из одной только Мегрелии. 
Очевидец тех событий, католический миссионер Кристофоро де Кастелли, описывал работорговлю в западной Грузии следующим образом:
«Корабль, полный детей, отправляется в ад». В одном из городов Гурии, который расположен на побережье Черного моря, турки чаще других приходят на большую площадь и покупают пленников-христиан. Многие тысячи душ уводятся. Ежегодно отбирают лучших животных. В этом городе у меня был неудачный период в жизни. Я оплакивал потерю многих душ из-за того, что эти бедные христиане подвергались нападениям в Турции. Однако Я оказал много милости для этих людей, и исцеляю их, даже когда они больны, и служу им в разных делах». В этом приморском городе круглый год проводится публичная распродажа товаров: детей, мужчин и женщин всех возрастов. Отсюда плывут в Константинополь множество детей, проданных христианами туркам, души их детей и внуков потеряны навсегда. Здесь ребенок продается престарелым отцом и матерью, и турки покупают их, чтобы приобщить эти души к своей вере. Отцы и матери продают своих детей, потому что они ценят деньги больше, чем собственную кровь».
Понимая, что страна столкнулась с угрозой сильной депопуляции, царь Имеретии, Соломон I Багратиони решил запретить работорговлю. По его инициативе в 1759 году в Кутаиси был созван собор. На нём присутствовали: католикос Виссарион Эристави, Чкондидский митрополит Гавриил Дадиани, Гаэнатский митрополит Иосиф Багратиони, Шемокмедский митрополит Николай Гуриели, Цагерский митрополит Григорий Дадиани, преосвященный Иосиф, Никорцминдский митрополит Николай, Джуматский митрополит Даниил, Хиноцминдский митрополит Михаил, Цаишский митрополит, Бедийский митрополит Максим Иашвили, а также грек-митрополит Герман. На соборе также присутствовали архимандриты и игумены монастырей, священники и диаконы. Постановления собора, направленные против работорговли, были таковыми:
1. Открыть в Кутаиси упразднённую епископскую кафедру и избрать на неё епископом Максима Абашидзе.
2. Присвоившие церковные имения должны вернуть их Церкви.
Исполняя постановления этого собора, Рачинский князь Ростом Эристави возвратил церкви отобранную вотчину.
В 1761 году в Кутаиси был вновь созван собор. На соборе присутствовали: католикос Виссарион, Гаэнатский митрополит Иосиф, Чкондидский митрополит Григорий, Кутаисский митрополит Максим, Шемокмедский митрополит Николай, Джуматский митрополит Даниил, Бедийский митрополит Максим, архиепископ Симеон из Иерусалима, настоятели монастырей, столпник Герман и светские лица. Участники собора постановили:
1. Возобновить упразднённую Хонскую епископскую кафедру и поставить на нее бывшего Мровского митрополита Иосифа Мачабели.
2. Узаконить то, чтобы в Хонской епархии в пользу Церкви и духовенства крестьяне платили столько, сколько платили в Кутаисской, Гаэнатской и Чкондидской епархиях
В 1777 году католикос Максим II Абашидзе созвал церковный собор, на котором снова была осуждена продажа рабов. Согласно решениям собора, правитель Гурии Георгий дал обещание
Отлучённого вами, мы не будем принимать, и не будем иметь с ним общения, ни есть с ним, ни пить, и будем смотреть на него, как на бешеную собаку, и сколько будет возможно, постараемся вредить ему. И если обещание это нарушу, то да буду связан вами и вашим собором.
Недовольный излишней самостоятельностью Имеретии, османский султан послал Гола-пашу с большой армией, чтобы восстановить полное османское господство над царством.

## Ход сражения

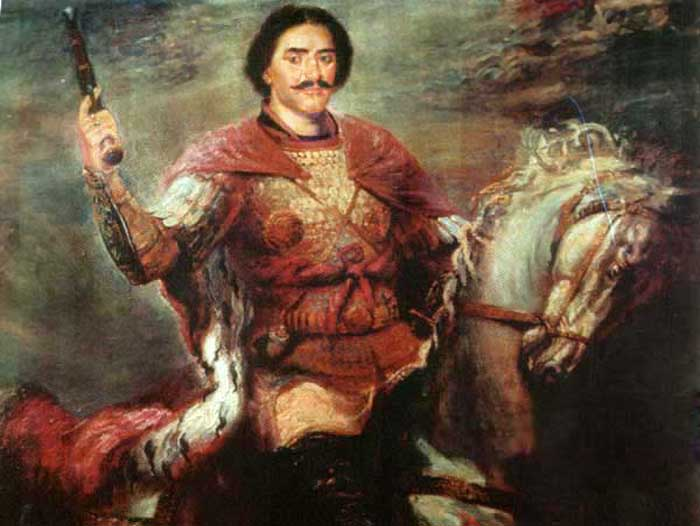
Конный портрет царя Имеретии Соломона I в горностаевой царской накидке

Грузинское нападение было хорошо подготовлено. Уступавшая в численности противнику грузинская армия обладала высоким моральным духом и решимостью уничтожить вторгшихся турок. Рано утром грузины начали атаку. Османская армия была загнана в угол именно там, где хотел Соломон. Царь лично возглавил атаку, настиг Гола-пашу и отрубил ему голову.
Турки запаниковали и стали бежать с поля боя. Но один из грузин, сражавшихся на стороне османов, князь Леван Абашидзе сплотил бежавших турок и вернул их в бой. Вскоре Абашидзе будет убит грузинским солдатом Гегелой Тевдорадзе, и османы снова бежали.
Большая часть османской армии была уничтожена, часть взята в плен, небольшая часть спаслась бегством.

## Последствия
После битвы при Хресили в 1758-1766 годах османы предприняли ещё две попытки вторгнуться в Имеретию силами в 20 000 и 13 000 человек, но также терпели поражение.
Османский султан в конечном итоге был вынужден подписать договор с Соломоном, в котором говорилось, что Имеретинское царство больше не является вассалом Османской империи.
Соломон Великий и его маленькое царство добились полной независимости от османов в середине 1700-х годов без поддержки других крупных держав или иностранных союзов. Это было беспрецедентное достижение среди восточноевропейских стран, завоеванных ранее Османской империей и ставших её вассалами.